# Wiebke Silge
Wiebke Silge (* 16. Juli 1996 in Münster) ist eine deutsche Volleyballspielerin.

## Karriere
Wiebke Silge spielte in der Jugend Volleyball in ihrer westfälischen Heimat beim BSV Ostbevern. 2011 kam sie ins Volleyball-Internat des USC Münster, wo sie zunächst im Nachwuchsteam in der Zweiten Bundesliga Nord spielte. Von 2013 bis 2015 stand die Mittelblockerin im Bundesligakader des USC. Danach spielte Silge zwei Jahre beim Ligakonkurrenten SC Potsdam.

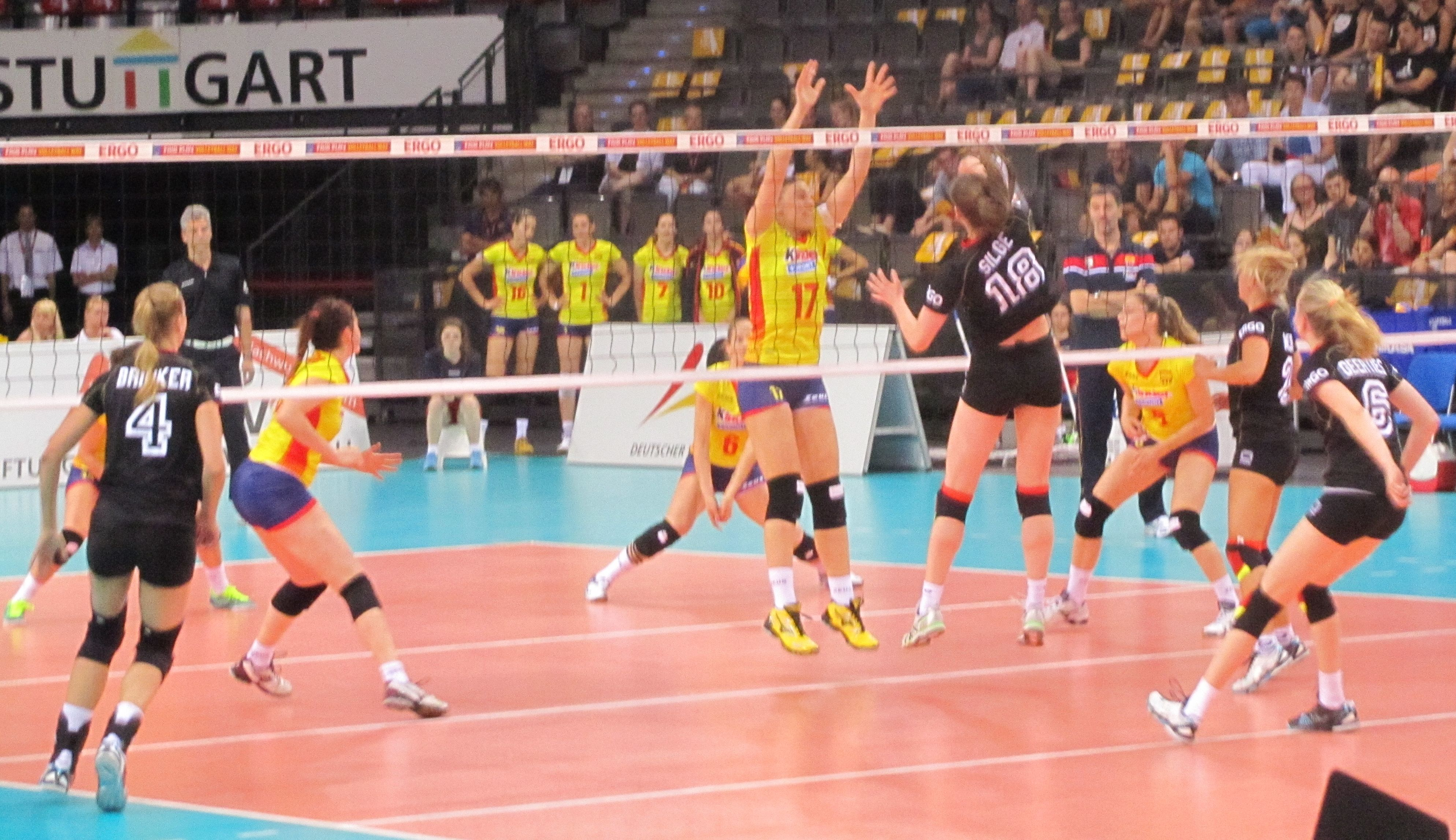
Angriff im Europaliga-Spiel 2014 gegen Spanien

2013 wurde Wiebke Silge mit der deutschen Jugend-Nationalmannschaft Siebte bei den U18-Europameisterschaften und mit der Juniorinnen-Nationalmannschaft Achte bei den U23-Weltmeisterschaften. 2014 wurde sie erstmals in die deutsche Nationalmannschaft berufen und kam beim 1:3 gegen die USA in Montreux zu ihrem ersten Einsatz. Anschließend belegte sie mit der Nationalmannschaft in der Europaliga Platz zwei und bei der Weltmeisterschaft in Italien Platz neun. 2015 erreichte sie mit der Nationalmannschaft bei der Europameisterschaft in Belgien und den Niederlanden den fünften Platz.
Im Mai 2017 beendete Silge zwischenzeitlich ihre Bundesliga-Karriere. Sie spielte dann wieder bei ihrem Heimatverein BSV Ostbevern in der 3. Liga West und stieg 2019 in die 2. Bundesliga Nord auf. 2020 wechselte Silge zum VC Kanti Schaffhausen. Mit dem Team aus der Stadt am Hochrhein wurde sie zunächst Schweizer Pokalsiegerin und belegte eine Spielzeit später den dritten Platz in der Liga.
2022 wurde sie von den Ladies in Black Aachen zurück in die Volleyball-Bundesliga geholt. 2022/23 erreichte Aachen das Halbfinale im DVV-Pokal, verpasste aber anschließend als Tabellenneunter der Bundesliga-Hauptrunde die Playoffs. In der Saison 2023/24 kamen die Ladies in Black ins Pokal-Viertelfinale gegen Allianz MTV Stuttgart. In der Bundesliga mussten sie als Tabellenletzter der Zwischenrunde erneut auf die Playoffs verzichten. Nach der Saison beendete Silge ihre Profi-Karriere.